# Меморіал Івана Глінки 2001
Юніорський кубок світу (англ. Junior World Cup) — 11-й міжнародний юніорський хокейний турнір.

## Підсумкова таблиця
| М  | Команда    | І | В | Н | П | Ш     | О |
| -- | ---------- | - | - | - | - | ----- | - |
| 1. | Канада     | 5 | 4 | 0 | 1 | 23:9  | 8 |
| 2. | Чехія      | 5 | 3 | 1 | 1 | 17:9  | 7 |
| 3. | Росія      | 5 | 2 | 2 | 1 | 22:17 | 6 |
| 4. | Швейцарія  | 5 | 3 | 0 | 2 | 15:16 | 6 |
| 5. | Словаччина | 5 | 1 | 0 | 4 | 8:23  | 2 |
| 6. | Швеція     | 5 | 0 | 1 | 4 | 12:23 | 1 |

- Чехія - Швеція 6-3 (2-2,2-1,2-0)
- Росія - Швейцарія 7-2 (1-0,2-1,4-4)
- Канада - Словаччина 5-0 (0-0,1-0,4-0)
- Швеція - Росія 2-2 (0-0,1-2,1-0)
- Словаччина - Швейцарія 2-3 (0-2,2-0,0-1)
- Чехія — Канада 1-3 (1-1,0-0,0-2)
- Канада - Швеція 5-1 (3-0,1-1,1-0)
- Чехія — Швейцарія 3-1 (2-0,1-1,0-0)
- Росія - Словаччина 7-2 (3-2,1-0,3-0)
- Чехія — Росія 2-2 (1-1,0-1,1-0)
- Швейцарія - Канада 3-1 (0-0,2-0,1-1)
- Швеція - Словаччина 3-4 (0-2,1-1,2-1)
- Канада - Росія 9-4 (3-2,3-2,3-0)
- Швеція - Швейцарія 3-6 (0-1,3-3,0-2)
- Чехія - Словаччина 5-0 (2-0,3-0,0-0)